# Trần Đức Việt
Trần Đức Việt (sinh ngày 23 tháng 11 năm 1937) là một Thiếu tướng Quân đội nhân dân Việt Nam, kỹ sư luyện kim và chính trị gia người Việt Nam. Ông từng giữ chức Chủ nhiệm Tổng cục Công nghiệp Quốc phòng Việt Nam. Ông cũng là đại biểu Quốc hội Việt Nam khóa X nhiệm kì 1997-2002, thuộc đoàn đại biểu Yên Bái, Ủy viên Ủy ban Khoa học, Công nghệ và Môi trường của Quốc hội khóa X.

## Xuất thân
Ông sinh ngày 23 tháng 11 năm 1937, người dân tộc Kinh, không theo tôn giáo nào. Ông có quê quán ở xã Vũ Yển, huyện Thanh Ba, tỉnh Phú Thọ.ref name="dbqh10"/>

## Giáo dục
Ông có trình độ chuyên môn là kĩ sư luyện kim.

## Sự nghiệp
Từ 1997 đến 2002, ông là đại biểu Quốc hội Việt Nam khóa X nhiệm kì 1997-2002, thuộc đoàn đại biểu Yên Bái, Ủy viên Ủy ban Khoa học, Công nghệ và Môi trường của Quốc hội, Thiếu tướng, Phó Chủ nhiệm Tổng cục Công nghiệp Quốc phòng và Kinh tế.